# D.C. Stephenson
David Curtiss “Steve” Stephenson, född 21 augusti 1891 i Houston, död 28 juni 1966, var en Ku Klux Klan-ledare i Indiana, USA under 1920-talet.
Stephenson talade ofta om kvinnoskydd, men han dömdes för mord för sin bestialiska våldtäkt av Madge Oberholtzer (1896–1925).